# American Gangster (Album)
American Gangster ist das zehnte Studioalbum des US-amerikanischen Rappers Jay-Z. Entworfen wurde es als Konzeptalbum entworfen (inspiriert durch den gleichnamigen Film von 2007) und wurde am 6. November 2007 bei Roc-A-Fella Records veröffentlicht.

## Übersicht
Unter anderem enthält das Album Produktionen von Diddy & the Hitmen, Timbaland, Swizz Beatz, Kanye West, Just Blaze, Danja und The Neptunes. Außerdem enthält es Gastauftritte von Beanie Sigel, Lil Wayne, Pharrell und Nas. Die Produktion des Albums ist um den Soul und Funk der 1970er-Jahre herum aufgebaut, wobei die auf dem Album vorkommenden Instrumente von professionellen Musikern gespielt werden (darunter Hörner, Streichinstrumente, Schlagzeuger und unkonventionelle, mit Flaschen erzeugte Perkussion). Das Album dreht sich thematisch um den Gangster-Lebensstil, den American Dream und Jay-Zs Erinnerungen an seine Kindheit im New Yorker Stadtteil Marcy in Brooklyn.

## Titelliste
1. Intro (feat. Idris Elba) – 2:00
2. Pray – 4:24
3. American Dreamin’ – 4:47
4. Hello Brooklyn 2.0 (feat. Lil Wayne) – 3:55
5. No Hook – 3:13
6. Roc Boys (And the Winner Is)… – 4:12
7. Sweet – 3:26
8. I Know – 3:42
9. Party Life – 4:29
10. Ignorant Shit (feat. Beanie Sigel) – 3:41
11. Say Hello – 5:26
12. Success (feat. Nas) – 3:30
13. Fallin’ – 4:06
14. Blue Magic (Bonussong) – 4:10
15. American Gangster (Bonussong) – 3:40

## Rezeption
American Gangster erhielt weite Anerkennung bei der Kritik und wurde von den Musikkritikern als Rückkehr zu Jay-Zs Bestform – nach der Kritiker-Enttäuschung „Kingdom Come “ (2006) – angesehen. Es wurde in den Jahresendlisten mehrerer Publikationen zu den besten Alben des Jahres 2007 gezählt, darunter auch The Austin Chronicle, die es auf Platz eins kürten. Rolling Stone kürte zudem die zweite Single des Albums, „Roc Boys (And the Winner Is...)“, zum besten Song des Jahres 2007.

## Chartplatzierungen
Auch kommerziell war das Album ein Erfolg: Es landete auf Platz eins der US-Billboard-200 und verkaufte sich in der ersten Woche über 425.000 Mal. Dies war das zehnte Nummer-eins-Album Jay-Zs, womit er folglich zusammen mit Elvis Presley den zweiten Platz auf der Liste der Nummer-eins-Alben belegte. Einen Monat nach der Veröffentlichung wurde das Album im Dezember 2007 von der Recording Industry Association of America (RIAA) mit Platin ausgezeichnet. Dies sollte Jay-Zs letztes Album sein, das bei Def Jam Recordings veröffentlicht wurde, bevor er zwei Jahre später bei Live Nation unterschrieb.